# Bauernecho

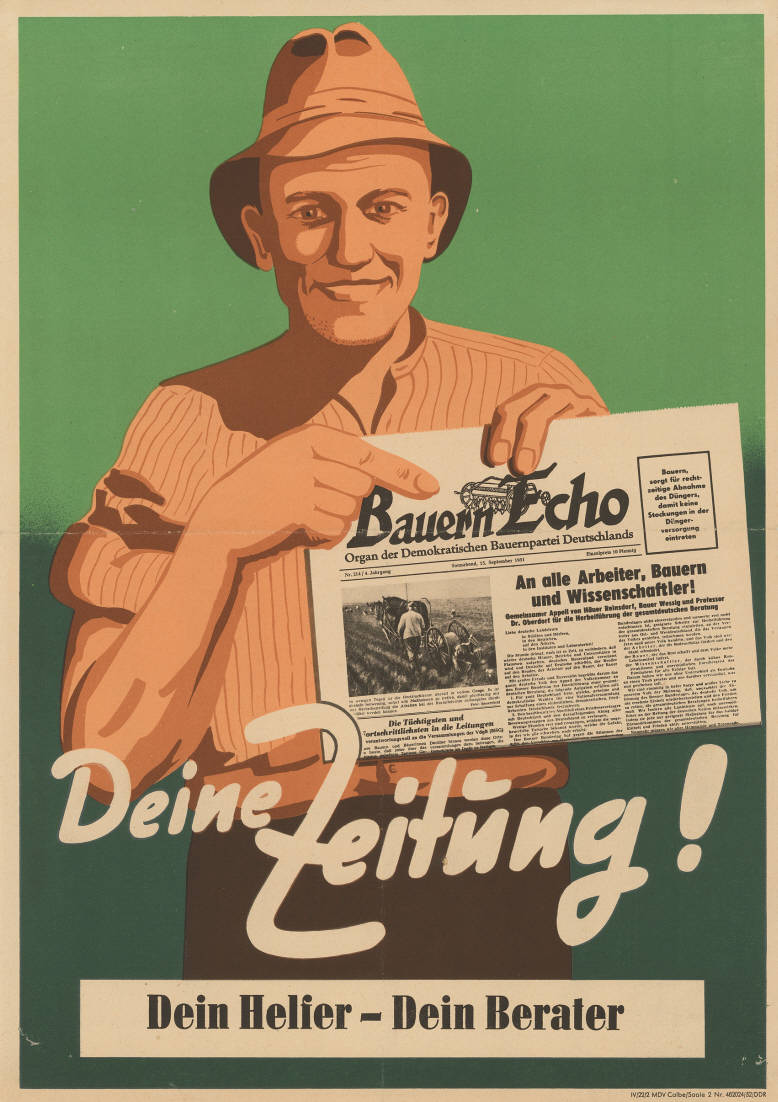
Werbeplakat (1952)

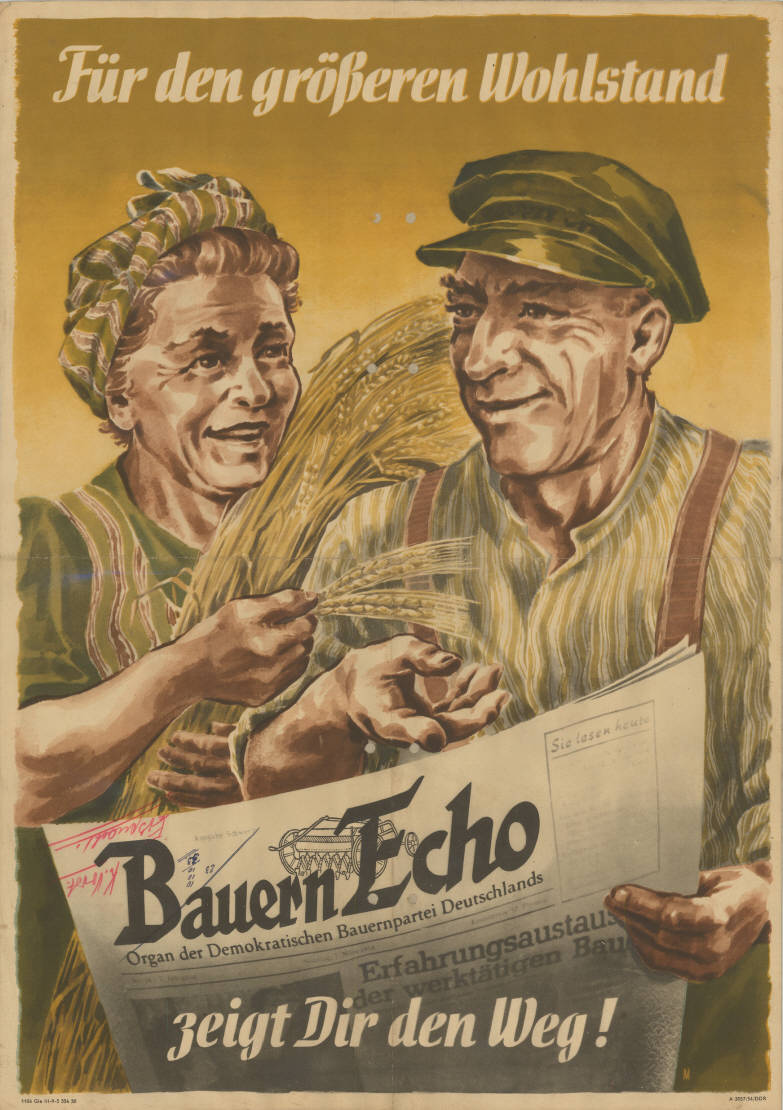
Werbeplakat (1954)

Das Bauernecho war eine Tageszeitung der Demokratischen Bauernpartei Deutschlands (DBD) in der DDR. Als Parteizeitung mit der ISSN 0323-6471 hatte sie eine hohe Auflage und veröffentlichte zahlreiche agrarfachliche Texte.
Die DBD war die einzige der fünf DDR-Blockparteien, die in den Bezirken keine Regionalzeitungen unterhielt. Die Selbstbezeichnung des Blattes lautete „Bauern-Echo: Organ der Demokratischen Bauernpartei Deutschlands“. Zu unterschiedlichen Zeiten wurde zwischen einer „Ausgabe A“ und einer „Ausgabe B“ unterschieden, die die regionale Untergliederung der DDR in Bezirke gruppierend berücksichtigte.
Die erste Ausgabe des Bauernechos als Tageszeitung erschien am 18. Juli 1948 in einer Auflage von 125.000 Exemplaren, 1985 waren es nur noch 91.100. Erster Chefredakteur war Leonhard Helmschrott, der bis 1989 Chefredakteur des Blattes blieb. Sein Nachfolger, der bereits seit 1974 als stellvertretender Chefredakteur fungierende Uwe Creutzmann, wurde im November 1989 in geheimer Wahl unter mehreren Kandidaten gewählt.
Nach der Wende und friedlichen Revolution wurde das Bauernecho von der Verlagsgruppe Frankfurter Allgemeine Zeitung übernommen und unter dem Namen Deutsches Landblatt zunächst weitergeführt. Am 31. Juli 1992 wurde dann das Deutsche Landblatt wie auch die anderen Zeitungen der DDR-CDU – in der die DBD 1990 aufging –, die ebenfalls von der FAZ übernommen worden waren, eingestellt.